# 立山花花介
立山花花介（学名：Callistocythere tateyamaensis）为細花介科花花介屬下的一个种。